# Schneider-kupa

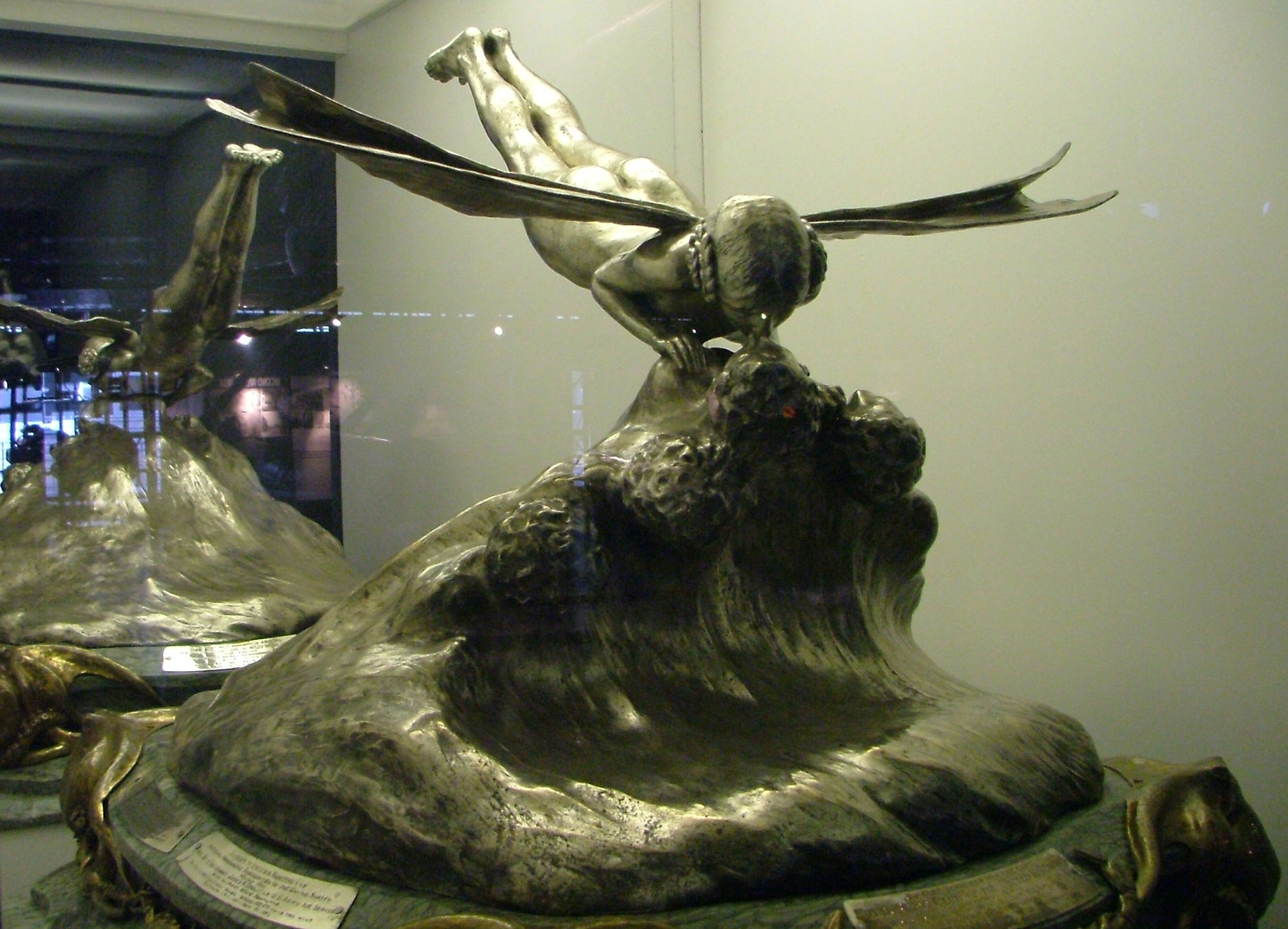
A Schneider-díj a londoni Science Museum kiállításán

A Schneider-kupa, hivatalos francia nevén a Coupe d'Aviation Maritime Jacques Schneider egy vízi repülőgépek számára kiírt verseny volt. A mintegy 1000 font sterling értékű díjat Jacques Schneider, egy a repülésért rajongó francia pénzember és léghajós alapította 1911-ben. A versenyt tizenegy alkalommal rendezték meg 1913 és 1931 között. A verseny célja a polgári repülés fejlődésének előmozdítása volt, de mindinkább csak a legnagyobb sebesség elérése volt a cél egy eredetileg 280 km, majd 350 km hosszú háromszög alakú pályán. A versenyek nagyon népszerűek lettek, óriási tömegeket vonzottak, esetenként 200 000 néző is megjelent. 1977-től a díj - amely nevével ellentétben nem kupa, hanem szobor - a londoni Sience Museum kiállításán látható. A verseny kiírása szerint az a repülős klub, mely öt éven belül háromszor elnyeri a díjat örökre megtarthatja azt és a nyertes pilóta 75 000 frankot kap. A versenyeket a Fédération Aéronautique Internationale (FAI) és a rendező ország repülő klubja felügyeli. Minden egyes klub három-három versenyzőt küldhet a versenyre.

## A versenyek összegezése
| Időpont | Hely                            | Nyertes repülőgép       | Ország           | Pilóta               | Sebesség (km/h) |
| ------- | ------------------------------- | ----------------------- | ---------------- | -------------------- | --------------- |
| 1913    | Monaco                          | Deperdussin             | Franciaország    | Maurice Prevost      | 73,56           |
| 1914    | Monaco                          | Sopwith Tabloid         | Nagy-Britannia   | Howard Pixton        | 139,74          |
| 1920    | Velence, Olaszország            | Savoia S.12             | Olaszország      | Luigi Bologna        | 70,54           |
| 1921    | Velence, Olaszország            | Macchi M.7bis           | Olaszország      | Giovanni de Briganti | 189,66          |
| 1922    | Nápoly, Olaszország             | Supermarine Sea Lion II | Nagy-Britannia   | Henri Biard          | 234,51          |
| 1923    | Cowes, Nagy-Britannia           | Curtiss CR-3            | Egyesült Államok | David Rittenhouse    | 285,29          |
| 1925    | Baltimore, Egyesült Államok     | Curtiss R3C-2           | Egyesült Államok | James Doolittle      | 374,28          |
| 1926    | Hampton Roads, Egyesült Államok | Macchi M.39             | Olaszország      | Mario de Bernardi    | 396,69          |
| 1927    | Velence, Olaszország            | Supermarine S.5         | Nagy-Britannia   | Sidney Webster       | 453,28          |
| 1929    | Calshot Spit, Nagy-Britannia    | Supermarine S.6         | Nagy-Britannia   | Richard Waghorn      | 528,89          |
| 1931    | Calshot Spit, Nagy-Britannia    | Supermarine S.6B        | Nagy-Britannia   | John Boothman        | 547,31          |

A versenynek fontos szerepe volt a repülőgépek tervezésének fejlődésében, különösen az aerodinamika és a motorok terén, aminek eredménye később megmutatkozott a második világháború legjobb vadászgépein. Az angol Supermarine Spitfire, az amerikai P-51 Mustang és az olasz Macchi C.202 Folgore vadászgép az áramvonalas alakot, a kis légellenállást és a folyadékhűtésű motort a Schneider-kupának köszönheti.

## A verseny története
A versenyt először 1913. április 16-án Monacóban rendezték meg, ahol a francia Deperdussin gép 73,57 km/h átlagsebességet ért el. Nagy-Britannia 1914-ben győzött 139,9 km/h sebességgel egy Sopwith Tabloid gépen. A versenyt 1919-ben megismételték, ahol ködös időben az olasz csapat lett az első. Az olaszokat később diszkvalifikálták, így a verseny érvénytelen lett.
1920-ban és 1921-ben Velence volt a versenyek színhelye. 1920-ban csak olaszok indultak, 1921-ben pedig az egyetlen nem olasz résztvevő nem állt starthoz. 1921 után a versenyfeltételeket módosították: a győztes vízi repülőgépnek hat órán keresztül egy bójához kikötve kellett várakoznia emberi beavatkozás nélkül.
1922-ben Nápolyban a brit és francia csapat versenyzett az olasszal és az angol Supermarine Sea Lion II lett a győztes. Az 1923 évi versenyt Glenn Curtiss tervezte áramvonalas, vízhűtéses motorral hajtott repülőgép nyerte. A gépbe Curtiss D-12 motort építettek be.
1924-ben nem volt verseny, mert az amerikaiaknak nem akadt ellenfelük. Az olasz és a francia nevezéseket visszavonták, és mindkét angol gép összetört a versenyt megelőző próbafutamokon.
1925-ben az amerikaiak győztek ismét. Jimmy Dolittle, az amerikai pilóta megelőzte a brit Gloster III gépet és az olasz versenyzőt. Két angol versenyző nem indult: R.J. Mitchell Supermarine S.4 repülőgépe és a másik Gloster III megsérült a verseny előtt. A két amerikai gép pedig nem tudta befejezni a távot.
1926-ban az olaszok visszatértek egy Macchi M.39 típusú géppel és 396 km/h átlagsebességgel győzelmet arattak az amerikaiakon.
Az 1927-es velencei versenyre az angolok nagyon erős csapattal érkeztek, a kormány támogatása is segítette őket, mivel a RAF külön egységet bocsátott a verseny rendelkezésére High Speed Flight (nagy sebességű repülés) néven tapasztalt RAF pilótákból a Supermarine, a Gloster és a Short gyár részére. A verseny során a Mitchel tervezte Supermarine S.5 gép került az első és a második helyre. 1927 volt az utolsó évenként megrendezett verseny, ettől kezdve csak két évenként hirdették meg, hogy a résztvevők alaposabban felkészülhessenek.
Az 1929-es Calshotban lezajlott versenyt ismét a Supermarine nyerte a Supermarine S.6 géppel, melybe az új Rolls-Royce R motort építették be. A gép átlagsebessége 528,85 km/h volt. Mind Nagy-Britannia, mind Olaszország két új konstrukcióval jelentkezett, és egy-egy korábbi versenyen is részt vett típussal.
1931-ben a brit kormány megvonta a támogatást, de egy magánszemély, Lady Houston 100 000 fontsterling értékű adománya lehetővé tette a Supermarine számára az indulást és a győzelmet szeptember 13-án kizárólag angol ellenfelekkel szemben. A korabeli hírforrások mintegy félmillió nézőről számoltak be. Az olasz, francia és német versenyzőknek nem sikerült felkészíteniük határidőre a versenygépeiket. A brit csapat nemcsak új, 610 km/h-es sebességi világrekordot állított fel, hanem harmadszorra is megnyerte a versenyt és így végleg megszerezte a díjat. A versenyt követő napokban a nyertes Supermarine S.6B még kétszer megdöntötte saját rekordját, először lépve át a 400 mph-es bűvös határt 655,8 km/h sebességgel (407,5 mph).
Az olaszok benevezett repülőgépe, a Macchi M.C. 72, mely motorhiba miatt nem tudott indulni, később új világrekordot repült 1933 áprilisában a Garda-tó felett, majd 1934 októberében ezt is megdöntve 709.202 km/h átlagsebességet jegyeztek fel. A gépet mindkét alkalommal Francesco Agello vezette. Mindmáig ez a legnagyobb sebesség, melyet dugattyús motoros vízi repülőgép repült.

## A Schneider-kupa újjászületik
1981-ben a brit Royal Aero Club felélesztette a versenyt. A versenyt ezután nem vízi repülőgépeknek, hanem hagyományos szárazföldi repülőtérről felszálló kis gépek számára írják ki, melyek legalább 100 mph sebességet képesek elérni, a díj az eredeti szobor másolata.

## A Schneider-kupa öröksége
Reginald J. Mitchell, aki a nyertes Supermarine versenygépek tervezője volt tervezte a Supermarine Spitfire vadászgépet is. Mario Castoldi, az 1926-os versenygyőztes Macchi M.39 tervezője alkotta az M.52, az M.52R, az M.67, és a Macchi M.C.72 versenygépet is. Később keze alól került ki több második világháborús olasz vadászgép, például az M.C.202 Folgore terve is. Jimmy Doolittle, az 1925. évi verseny győztes pilótája sok más területen is jeleskedett. Ő hajtott végre először külső bukfencet és teljes műszeres vakrepülést, és ő vezette a híres Doolittle rajtaütést, amikor 1942 áprilisában váratlan bombatámadást intézett a japán hátország ellen.

## További irodalom
- Jane's Encyclopedia of Aviation (1989) has an extensive article on the Schneider Trophy, see pages 794 to 797.
- Baldrey, Dennis & Jerram, Mike. The DEC Schneider Trophy Race. London, UK. Osprey Publishing Limited, 1988. ISBN 0-85045-829-3

## Külső hivatkozások
- "Schneider Contest 1931" (Course layout and general regulations)Flight the Aircraft Engineer and Airships, No. 1181, Vol. XXIII, No. 33, 14 August 1931.
- Schneider Trophy web site
- Royal Air Force official web page on the Schneider Trophy
- SPEEDBIRDS Graphics study on the Schneider Trophy planes
- Newsreel footage of Macchi M.39 and Major Mario de Bernardi after winning the 1926 Schneider Trophy race Archiválva 2011. június 11-i dátummal a Wayback Machine-ben
- Newsreel footage of 1929 Schneider Trophy racing teams, British Supermarine S.6A aircraft (#2 and #8), and Italian Macchi M.67 (#10) and Macchi M.52R (#4) aircraft at 1929 Schneider Trophy race Archiválva 2011. június 11-i dátummal a Wayback Machine-ben
- The Schneider Cup racers